# 曼島TT賽
曼島旅遊者盃（英語：International Isle of Man Tourist Trophy），簡稱曼島TT賽，為一年一度於曼島舉行的摩托車賽事，被譽為世界上最危險的機動車輛競速之一。
有別於澳門格蘭披治大賽車及派克斯峰國際爬山賽等比賽，曼島TT賽為世上唯一仅以封閉公共街道作摩托車比賽賽道。車手要跑出好成績，需要對全長60.72公里共200多個彎位的斯納費爾山賽道（Snaefell Mountain Course）非常熟悉。
車手往往通過車載影片，才能牢記及掌握彎位的數量及細節。由於斯納費爾山賽道是公路，其路況粗糙而起伏不平且狹窄，緩衝區更是寥寥可數，為車手帶來相當危險性。車手一不小心可能會撞上建築物、石牆、燈柱或樹木等等，更有可能會高速衝上半空。
有別於世界超級摩托車錦標賽（WSBK）及世界摩托車錦標賽（MotoGP），曼島TT賽場內的裝備區會開放給車迷一睹賽車及車手的風采。另外，在曼島TT賽舉行期間會舉辦各種的派對及表演，令人們將它評為充滿“嘉年華”氣氛的摩托車比賽。
為期兩週的賽事包括一週的練習及排位環節，一週的正賽環節。在訓練週及比賽週之間的星期日，有一個傳統的非官方活動「瘋狂禮拜日」（Mad Sunday），觀眾可乘坐摩托車遊覽斯納費爾山賽道。這傳統自1920年代開始至今。

## 歷史概覽
歷史第一場曼島TT賽可追溯至1904年。事沿早於1903年英國國會通過實施新的汽車法案（Motor Car Act 1903），限制車輛行駛車速由原本的14英里增加到20英里每小時（即32 km/h）。有見及此，當時大不列顛及愛爾蘭汽車聯會主席安奧爾德爵士認為，曼島當局將會越來越開放有關街道賽形式的賽車競賽，所以在1904年二月決定引進第一場曼島TT賽。果然，在1904年通過了批准在當地全長52.15英里（即83.93 公里）的曼島主賽道（Highroads Course）舉辦曼島歷史第一場汽車賽事，名為哥登‧貝內特汽車計時賽（Gordon Bennett Car Trial）。
1907年5月28日，正式舉辦曼島歷史第一場摩托車賽事，並將其分級為兩個組別包括單缸引擎組別（平均90mph）及雙缸引擎組別（75 mph）賽事。
1911年正式於斯納費爾山賽道（Snaefell Mountain Course）舉辦賽事，及增開350cc青年組別及500cc成年組別。
1914年為第一次世界大戰前最後一場的曼島TT賽，接著到戰後的1920年才復辦。
1920年代，賽道狀況除了得到改善，比賽更錄得最高速度的每小時55.62英里，臨近二次大戰，速度更超越每小時90英里。
1922年引進250cc輕量級TT（Lightweight TT）賽事。
1923年引進邊車/挎斗摩托（sidecar）賽事。
1940-1945年，賽事再因第二次世界大戰影響而停辦。
1949-1976年，曼島TT賽一度成為世界電單車錦標賽英國賽事的分站，但由於斯納費爾山賽道的安全及初始資金過於高昂等問題，令不少車廠及車隊於70年代抵制錦標賽賽事，因此決定退出世界電單車錦標賽。
2020年，該賽事首次因疫情取消。

## 賽道資訊

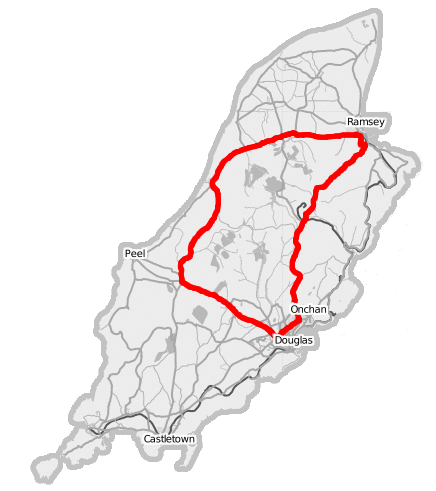
斯納費爾山賽道

曼島TT賽採用街道賽形式進行，賽道為共全長37.73英里(60.72公里)的斯納費爾山賽道（Snaefell Mountain Course），並以順時針方向進行，共超過二百個彎位，有大約六十個彎位已獲得命名。
車手首先從位於曼島首府道格拉斯（Douglas）的主辦看台（TT Grandstand）出發，接著到達一英里遠的Quarterbridge離開道格拉斯，沿著A1公路行駛經過Braddan、Union Mills、Glen Vine、Crosby及Greeba等村鎮，便會到達賽道位於Ballacraine的大轉右點。轉右後就是A3公路的Castletown路到Ramsey路部份，穿過Kirk Michael、Ballaugh 及Sulby村鎮的幽谷及農地後到達賽道最東北的Ramsey鎮後，便會到達A18踏上返回道格拉斯的部份。對比賽道前半部，這部份傾向於郊區環境為主。
車手沿著A18公路便會登上位於Bungalow鎮名為Hailwood's Height的賽道最高點，其海拔有422米(1,385英尺)之高。攀過最高點後便會下山，然後返到道格拉斯的終點結束。

## 比賽內容及技術規格
曼島TT賽自1907年便採用計時賽的形式進行，共分為七個組別：

#### 超級摩托組及成年摩托組(Superbike TT and Senior TT Races)
這兩個組別為整個曼島TT賽最高級別的賽事，參賽者都是最頂尖的車手，而他們採用的都是車廠研發的賽車，允許最大程度的賽車改動，包括擺臂、避震前叉、內部構件、變速器、快速排檔系統等。
根據2017年官方引擎規格：
- 使用最低排量750cc/最高1000cc的四汽缸四行程引擎
- 使用最低排量750cc/最高1000cc的三汽缸四行程引擎
- 使用最低排量850cc/最高1200cc的二汽缸四行程引擎

兩個組別的比賽圈數皆為六個圈，接近兩小時的比賽相當考驗車手的體力。超級摩托組所使用的輪胎為光頭胎（slick tyre）。超級摩托組的獎項為TT Superbike Tourist Trophy盃，成年摩托組的獎項為Senior Tourist Trophy盃。

#### 超級廠車組(Superstock TT Races)
這個組別的賽車跟市售的跑車十分相同，但改動的空間相當有限，只容許排氣系統、快速排檔及一些次要的懸掛系統改動。另外使用的輪胎為一般市售的輪胎。
根據2017年官方引擎規格：
- 使用最低排量600cc/最高1000cc的四汽缸四行程引擎
- 使用最低排量750cc/最高1000cc的三汽缸四行程引擎
- 使用最低排量850cc/最高1200cc的二汽缸四行程引擎

超級廠車組的比賽圈數為四個圈，比賽獎項為John Hartle Trophy盃。

#### 超級跑車組(Supersport TT Races)
除了引擎規格不同之外，基本上賽車的改動限制及輪胎使用都是跟超級廠車組相同。
根據2017年官方引擎規格：
- 使用最低排量400cc/最高600cc的四汽缸四行程引擎
- 使用最低排量600cc/最高675cc的三汽缸四行程引擎
- 使用最低排量600cc/最高750cc的二汽缸四行程引擎

超級跑車組的比賽圈數為四個圈，比賽獎項分別為青年TT盃（Junior Tourist Trophy）及經典TT盃（Classic TT Trophy）。

#### 超級輕量組(Lightweight TT Race/ SUPERTWINS Race)
曼島TT賽中賽車規格最為輕巧的賽事。但由車隊需要各種的高昂的執照才可以改動賽車不同的部位，令車隊要花費不少金錢在執照上，所以成為曼島TT賽中其中一個花費高昂的組別。
超級輕量組的比賽圈數為四個圈，比賽獎項為Lightweight TT Trophy盃。

#### 邊車組(Sidecar TT Races)
根據2017年官方引擎規格，邊車組只容許使用501-600cc的四汽缸四行程引擎或以675cc的三汽缸四行程為基礎的引擎。
邊車組的比賽圈數為三個圈，比賽獎項分別為Sidecar Tourist Trophy盃及Fred W Dixon Trophy盃。

#### 零排電動組(TT Zero)
作為唯一的電動摩托車比賽，除了主張廢氣零排放，亦提倡賽車摒棄使用碳燃料作為動力來源。參賽賽車的重量限制為100公斤至300公斤，動力來源則來自蓄電池。動能回收系統（英文：Kinetic Energy Recovery System；簡稱：KERS）亦被允許使用。由於開發賽車的成本高昂，令電動組的賽車輕易成為全曼島TT賽最昂貴的賽車。
零排電動組的比賽圈數為一個圈，比賽獎項為TT Zero Challenge Trophy盃。

## 安全性問題
曼島TT賽已經有百多年歷史，但賽道性質問題依然令它成為世上最危險的機動車競賽。直至2018年，總共有257人死於比賽或練習賽中（包括曼島大獎賽“Manx Grand Prix”死亡人數），當中除了有車手之外，還有觀眾、賽道人員等。在1970的TT比賽中，一共有六人死於該活動中，為曼島TT賽中死亡人數最多的一屆。

### 引用
1. ↑  . Isle of Man TT (Duke Marketing Limited). 2 June 2018  [3 June 2018]. （原始内容存档于2022-06-04）. Peter Hickman produces an astonishing record final lap to win the Senior TT at the Isle of Man TT to pip race-long leader Dean Harrison in one of the closest races ever seen.
2. ↑  .   [2020-05-03]. （原始内容存档于2020-08-07）.

### 查閱
- Everything You Need To Know About: The Isle of Man TT （页面存档备份，存于）（英文）

- International Isle of Man Tourist Trophy Races 2017 Regulations （页面存档备份，存于）（英文）

- The Ultimate Guide to the Isle of Man TT （页面存档备份，存于）（英文）

- A Beginner's Guide to the Isle of Man TT Bike Classes （页面存档备份，存于）（英文）

## 外部連結
- 官方网站 （页面存档备份，存于） （英文）
- 曼島TT賽的Facebook專頁